# Блокування Telegram в Росії

Країни, в яких заблокований Telegram

Спроба блокування месенджера Telegram на території Росії була розпочата 16 квітня 2018. Блокування призвело до перебоїв в роботі багатьох сторонніх сервісів, але практично не вплинула на доступність Telegram.

## Передісторія
ФСБ Росії влітку 2017 року зажадала від керівництва месенджера надати ключі шифрування для можливості отримання спецслужбами доступу до всього листування користувачів месенджера. Позиція керівництва месенджера, висловлювана його засновником Павлом Дуровим, полягала в констатації технічної неможливості передачі таких ключів, а також невідповідністю цієї вимоги Конституції РФ.

## Блокування Telegram

### Суди і правова позиція сторін
У вересні 2017 року ФСБ був поданий судовий позов про невиконання месенджером «Закону Ярової». У жовтні 2017 року було винесено судове рішення на користь ФСБ, яким оператора на Telegram був накладений штраф в розмірі 800 тис. рублів. Для подальшого подання в судах Павло Дуров звернувся до російської правозахисної організації «Агора».

### Технічні аспекти блокування
Базовими технологіями Telegram для обходу блокування є:
- Отримання клієнтами Telegram нового списку IP-адрес через push-повідомлення, які надсилаються з серверів Google, Apple і Microsoft, які неможливо заблокувати без відключення всього механізму оповіщень Android і iOS.
- Масова генерація віртуальних IP-адрес на хостингах Amazon, Google, DigitalOcean, блокування яких без виведення з ладу багатьох інших сайтів і додатків на даних хостингах утруднене.
- Використання IPv6 адрес, які не здатне блокувати програмне забезпечення Роскомнадзору.
- Підтримка VPN-підключень в клієнті Telegram через протокол SOCKS5 і ботами автоматичного налаштування від VPN-провайдерів.
- Передача повідомлень та інформації між клієнтами Telegram безпосередньо по протоколу P2P (заявлено як функціональність в розробці). В даному випадку блокування за IP-адресами практично неможливе, оскільки потребує блокування практично всього сегменту Рунет (тобто IP-адрес всіх кінцевих користувачів).

## Блокування інших мереж і сервісів
При блокуванні Telegram у реєстр заборонених були внесені IP-адреси 4-х підмереж Amazon Web Services і 1-ї мережі Google. Про блокування було повідомлено 16 квітня. Існує думка, що блокування Telegram насправді є репетицією відключення Інтернет на території Росії.

## Наслідки
Невдалі спроби блокування Telegram призвели до часткової або повної недоступності на території Росії окремих інтернет-сервісів, у тому числі сервісів Google, Amazon.
В процесі блокування також частково були заблоковані підконтрольні російським спецслужбам сервіси «ВКонтакті», «Яндекс» і «Однокласники».
На 26 квітня в результаті блокування втрати російського бізнесу склали 2 млрд доларів.